# Djoum
Djoum ist eine Gemeinde im Département Dja-et-Lobo in der Region Sud in Kamerun.

## Geografie
Djoum liegt im Süden Kameruns. Einige Kilometer nördlich beginnt das Wildtierreservat Dja und 50 Kilometer südlich liegt die Grenze zu Gabun.

## Verkehr
Djoum liegt an der Nationalstraße N9. In südliche Richtung beginnt die Departementstraße D36. Es gibt eine Landepiste für Flugzeuge.